# Syndicat national des journalistes
Pour les articles homonymes, voir SNJ.
 (janvier 2012).
Si vous disposez d'ouvrages ou d'articles de référence ou si vous connaissez des sites web de qualité traitant du thème abordé ici, merci de compléter l'article en donnant les références utiles à sa vérifiabilité et en les liant à la section « Notes et références ».
Le Syndicat national des journalistes (SNJ), anciennement Syndicat des journalistes, est une organisation syndicale professionnelle française syndiquant exclusivement les journalistes professionnels. Il est membre fondateur de l'Union syndicale Solidaires (anciennement Groupe des Dix) et de la Fédération internationale des journalistes (FIJ).
En 2018, ce syndicat reste l'organisation la plus représentative de la profession des journalistes, puisque le SNJ a recueilli plus de 52 % des voix lors des élections triennales à la Carte de presse en 2018 et 38,85 % à l'issue de la mesure de représentativité dans la branche des journalistes.

## Histoire
Fondé à Paris le 10 mars 1918 lors d'une réunion constitutive qui se tient au 52 rue de Châteaudun, le Syndicat des journalistes (qui ne s'appelle pas encore Syndicat national des journalistes) rédige en juillet 1918 la charte des devoirs du journaliste, qui définit les principes déontologiques de la profession. Cette charte est revue en 1938 et actualisée à nouveau en 2011.
Au début des années 1930, après l'échec des négociations sur une convention collective, une convention qui ne sera signée qu'en 1938, le SNJ, sous la houlette de son président Georges Bourdon, est l'inspirateur de la Loi Brachard du 29 mars 1935 sur le statut des journalistes, créant notamment la clause de conscience, la commission arbitrale des journalistes et jetant les bases de la Commission de la carte d'identité de journaliste professionnel. Cette commission sera officialisée par décret en 1936.
Le 9 novembre 1940, le SNJ, comme tous les syndicats existants, est dissous par le gouvernement de Vichy.
Il se reconstitue en 1946 après une éphémère tentative d'unification du mouvement syndical. Depuis 1946, le SNJ est resté en France le premier syndicat de journalistes. Sa tâche, avec d'autres appuis, a été de conforter et d'enrichir les bases du statut posées en 1930. À retenir, notamment, plusieurs enrichissements de la convention collective dès 1956, la loi Cressard (1974) affirmant le statut salarial des journalistes pigistes, les reconnaissances successives d'une dizaine de centres de formation de journalistes, l'affiliation de la profession au régime UNEDIC (1968), le retour de la commission arbitrale dans les locaux de la commission de la carte (1993).
En 1981, le SNJ constitue avec 9 autres organisations le Groupe des dix aujourd'hui Solidaires.
Au début des années 2000, le SNJ, comme d'autres organisations syndicales, change son point de vue vis-à-vis des journalistes pigistes et décide désormais de les aider, constituant notamment des commissions exclusivement pour eux. Les pigistes peuvent s'y informer de leurs droits, et être aidés pour ceux qui souhaitent rejoindre les instances représentatives du personnel.
En 2018, année de son centenaire, le SNJ organise une série d'événements en province et particulièrement à Paris. Ainsi, un hommage à Georges Bourdon est organisé dans sa ville natale de Vouziers le 30 juin. Un jardin Georges-Bourdon est inauguré le 6 octobre à Étretat (Seine-Maritime), où il passait ses étés. Dans la capitale, un rassemblement se déroule le 10 mars 2018, place du Trocadéro, 100 ans jour pour jour après la fondation du SNJ. Une exposition retrace « 100 ans de combats pour la liberté de la presse » sur les grilles de l'hôtel de ville de Paris au 17 septembre au 22 octobre. Deux jours après sa nomination comme ministre de la Culture, Franck Riester se rend le 18 octobre au 100e congrès du SNJ organisé à l'Hôtel de Ville de Paris, où il est accueilli par Vincent Lanier, premier secrétaire général. Un livre, rédigé par Christian Delporte, historien des médias, retrace également 100 ans de journalisme - une histoire du Syndicat national des journalistes (1918-2018).
Le SNJ organise une permanence juridique chaque semaine, une permanence action syndicale le jeudi, une permanence déontologique et une permanence fiscalité et bulletin de paie par téléphone et par courriel.

## Organisation
Le SNJ a pour structure exécutive un bureau de 30 membres, avec à sa tête une collégialité de 5 secrétaires généraux dont un Premier. Le bureau est élu par le comité national qui comprend 136 membres, titulaires et suppléants. Il se réunit tous les mois. Le comité national est élu par le congrès.
Le SNJ tient un congrès et un comité par an.

## Représentation
Le SNJ, co-négociateur de la convention collective nationale de travail des journalistes, participe aux révisions périodiques des grilles de salaires et fonctions avec les autres syndicats et les organisations patronales.
Majoritaire dans la profession, il a recueilli 53,13 % des voix lors des élections triennales à la Commission de la carte de presse de juin 2018. Il a obtenu 10 sièges dans le collège des journalistes sur les 16 sièges de titulaires et de suppléants en Commission de première instance, les 3 sièges des journalistes en Commission supérieure et les 38 sièges des journalistes, titulaires et suppléants, pour les correspondants régionaux. Le SNJ a également recueilli 38,87 % des voix dans la branche des journalistes, à l'issue de la mesure de représentativité syndicale de mars 2017.
Au-delà de la Fédération internationale des journalistes et de l'Union syndicale Solidaires, le SNJ est aussi représenté à la Commission paritaire nationale de l'emploi des journalistes (CNPEJ), à l'AFDAS (formation), à la Société des auteurs multimédia, dans les écoles de journalisme reconnues par la convention collective et aux prud'hommes.

## Textes de base et revendications
Le SNJ a pour bases originelles la défense et l'actualisation de la déontologie de la profession de journaliste et du statut de cette profession. Celui-ci repose sur trois piliers : la loi de 1935 inspirée du rapport Brachard, la loi de 1974 applicable aux journalistes rémunérés à la pige et la Convention collective des journalistes qui a été plusieurs fois remaniée.
À ces textes de base sont venus s'ajouter la protection des sources des journalistes et de leurs droits d'auteur tout comme des dispositions fiscales et des cotisations sociales particulières.
Au-delà le SNJ est aussi présent sur les terrains de la formation, de l'emploi, des conditions de travail et des retraites.
Il est présent en permanence sur la situation du secteur de la presse. Le SNJ a ainsi été le seul syndicat de journalistes à siéger en 2008 aux États généraux de la presse écrite (EGPE).
À propos des aides à la presse, le SNJ estime que le secteur relève « d'un empilement d'aides directes et indirectes dénuées de tout contrôle réel ». Il milite activement pour une réforme de ce régime qui, selon lui, loin d'enrayer les plans sociaux dans les entreprises de presse, aboutit à les financer.
Parmi ses autres revendications, le SNJ milite pour l’instauration de l’indépendance juridique de l’équipe rédactionnelle qui permettrait ainsi de doter les rédactions d’un véritable droit d’opposition collectif.

## International et alliances en France
Le SNJ a tissé de nombreuses alliances avec d'autres organisations, en France et à l'étranger. À partir de ces liens, Georges Bourdon, président du SNJ, fonde en 1926, la Fédération internationale des journalistes qui le porte à sa tête.
Seul syndicat de journaliste jusqu'en 1938, où la CGT crée une branche professionnelle, le SNJ envisage à plusieurs reprises une fusion avec le syndicat du livre. Trois référendums internes au SNJ écarteront cette option durant l'entre deux guerres. La même aspiration unitaire entraîne en 1966 la naissance de l'Union nationale des syndicats de journalistes (UNSJ) qui réunit le SNJ, la CFDT, la CGT et FO. Après le départ de FO en 1982, l'UNSJ perdurera jusqu'à la fin des années 1980. Plusieurs militants du SNJ l'ont présidée et animée.
Arguant notamment du « refus de tout repli sur soi », le SNJ crée en 1973 avec le Syndicat de la magistrature (SM), la Fédération autonome des syndicats de police (FASP) et le Syndicat des avocats de France (SAF) le Comité Presse-Police-Justice, qui intervient jusqu'au milieu des années 1980 sur la défense des libertés, les atteintes à l'exercice des droits syndicaux et l'emprise du pouvoir politiques sur leurs professions.
En 1981, le SNJ constitue avec neuf autres organisations syndicales le Groupe des Dix, qui deviendra en 1998 l'Union Syndicale Solidaires.
En 2018, le SNJ participe à la création de la Maison des lanceurs d'alerte, dont il siège au conseil d'administration aux côtés de l'Union syndicale Solidaires et de neuf autres organisations dont deux autres syndicats. Le 2 décembre 2019, le SNJ participe à Paris à la création du CDJM, le Conseil de déontologie journalistique et de médiation (CDJM), dont il est l'un des membres fondateurs.
En 2023, le SNJ décide d'adhérer, en tant que personne morale, à l'association #MeTooMedia qui milite contre les violences sexistes et sexuelles au sein des médias et dans la société. Le SNJ entend effectuer des actions communes avec l'association en particulier vers la formation et la prévention des violences sexuelles,.

## Secrétaires généraux, présidents ou premiers secrétaires
- 1918-1919 : Jean Ernest-Charles
- 1919-1921 : Lucien Descaves

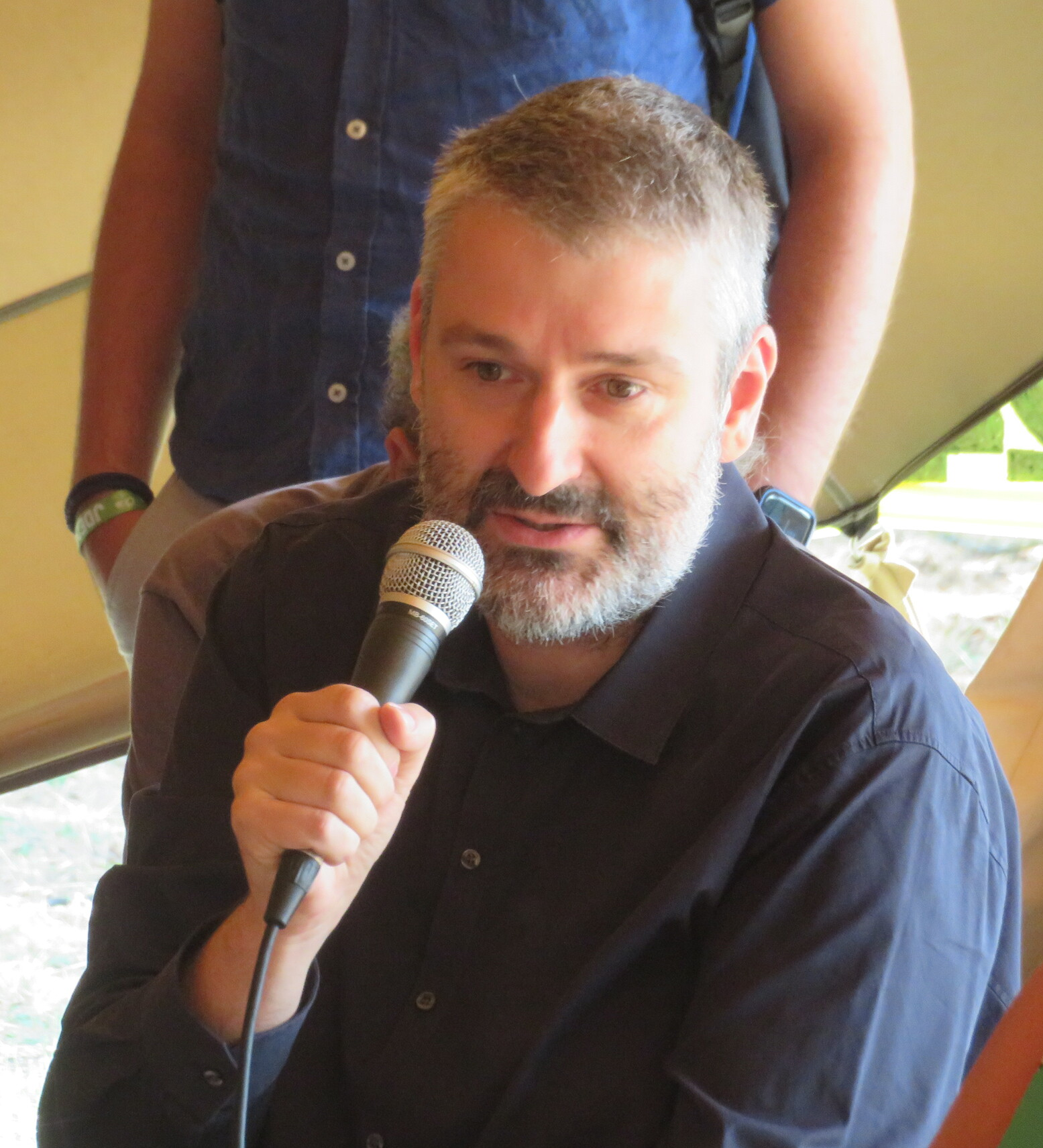
Antoine Chuzeville en 2024 aux Journées d'été des Écologistes.

- 1922-1938 : Georges Bourdon, Le Figaro, Comédia, Radio-Journal
- 1939-1940 : Stephen Valot, Le Petit Provençal
- 1946-1950 : Eugène Morel, Libération
- 1951-1952 : George Lepeltier, Agence France-Presse
- 1952-1957 : Georges Garreau, Paris-Presse
- 1957-1965 : Marcel Roels, Le Parisien libéré
- 1964-1968 : Yann Clerc, Le Figaro
- 1968-1972 : Ralph Messac, Europe 1
- 1972-1973 : Denis Perier-Daville, Le Figaro
- 1973-1975 : Lilian Crouail, Paris-Normandie
- 1975-1976 : Michel Lemerle, Radio France
- 1976-1979 : Daniel Gentot, United Press International
- 1979-1980 : François Boissarie, Le Figaro
- 1980-1982 : Lilian Crouail, Le Havre libre
- 1982-1984 : Claude Durieux, Le Monde
- 1984-2005 : François Boissarie, Le Figaro
- 2005-2011 : Alain Girard, Ouest-France
- 2011-2014 : Anthony Bellanger[28], Le Courrier de l'Ouest
- 2014-2019 : Vincent Lanier[29], Le Progrès
- 2019-2023 : Emmanuel Poupard[30], Le Courrier de l'Ouest
- Depuis 2023 : Agnès Briançon Le Dauphiné libéré et Antoine Chuzeville France Télévisions[31]